# Leucadendron radiatum
Leucadendron radiatum är en tvåhjärtbladig växtart som beskrevs av Phillips & Hutchinson. Leucadendron radiatum ingår i släktet Leucadendron och familjen Proteaceae. Inga underarter finns listade i Catalogue of Life.